# W. Bruce Lincoln
W. Bruce Lincoln (6 września 1938, zm. 9 kwietnia 2000) – amerykański historyk, badacz dziejów Rosji XIX i XX wieku. 

## Życiorys
Absolwent College of William & Mary i University of Chicago. Pracował w latach 1966–1967 w Memphis State University i w latach 1967-1999 w Northern Illinois University. 

## Wybrane publikacje
- Nikolai Miliutin: An Enlightened Russian Bureaucrat (1977) ISBN 0-89250-133-2
- Nicholas I: Emperor and Autocrat of All the Russias (1978) ISBN 0-7139-0837-8
- Petr Petrovich Semenov-Tian-Shanskii: The Life of a Russian Geographer (1980) ISBN 0-89250-139-1
- The Romanovs: Autocrats of All the Russias (1981) ISBN 0-385-27187-5
- In the Vanguard of Reform: Russia's Enlightened Bureaucrats (1982) ISBN 0-87580-084-X
- In War's Dark Shadow: The Russians Before the Great War (1983) ISBN 0-385-27409-2
- Passage Through Armageddon: The Russians in War and Revolution (1986) ISBN 0-671-55709-2
- Red Victory: A History of the Russian Civil War (1989) ISBN 0-671-63166-7
- The Great Reforms: Autocracy, Bureaucracy, and the Politics of Change in Imperial Russia (1990) ISBN 0-87580-155-2
- The Conquest of a Continent: Siberia and the Russians (1994) ISBN 0-679-41214-X
- Between Heaven and Hell: The Story of A Thousand Years of Artistic Life in Russia (1998) ISBN 0-670-87568-6
- Sunlight at Midnight: St. Petersburg and the Rise of Modern Russia (2001) ISBN 978-0-465-08323-7

## Publikacje w języku polskim
- Mikołaj I, przeł. Henryk Krzeczkowski, konsultacja nauk. i posłowie Wiktoria Śliwowska, Warszawa: Państwowy Instytut Wydawniczy, 1988.